# كرملة

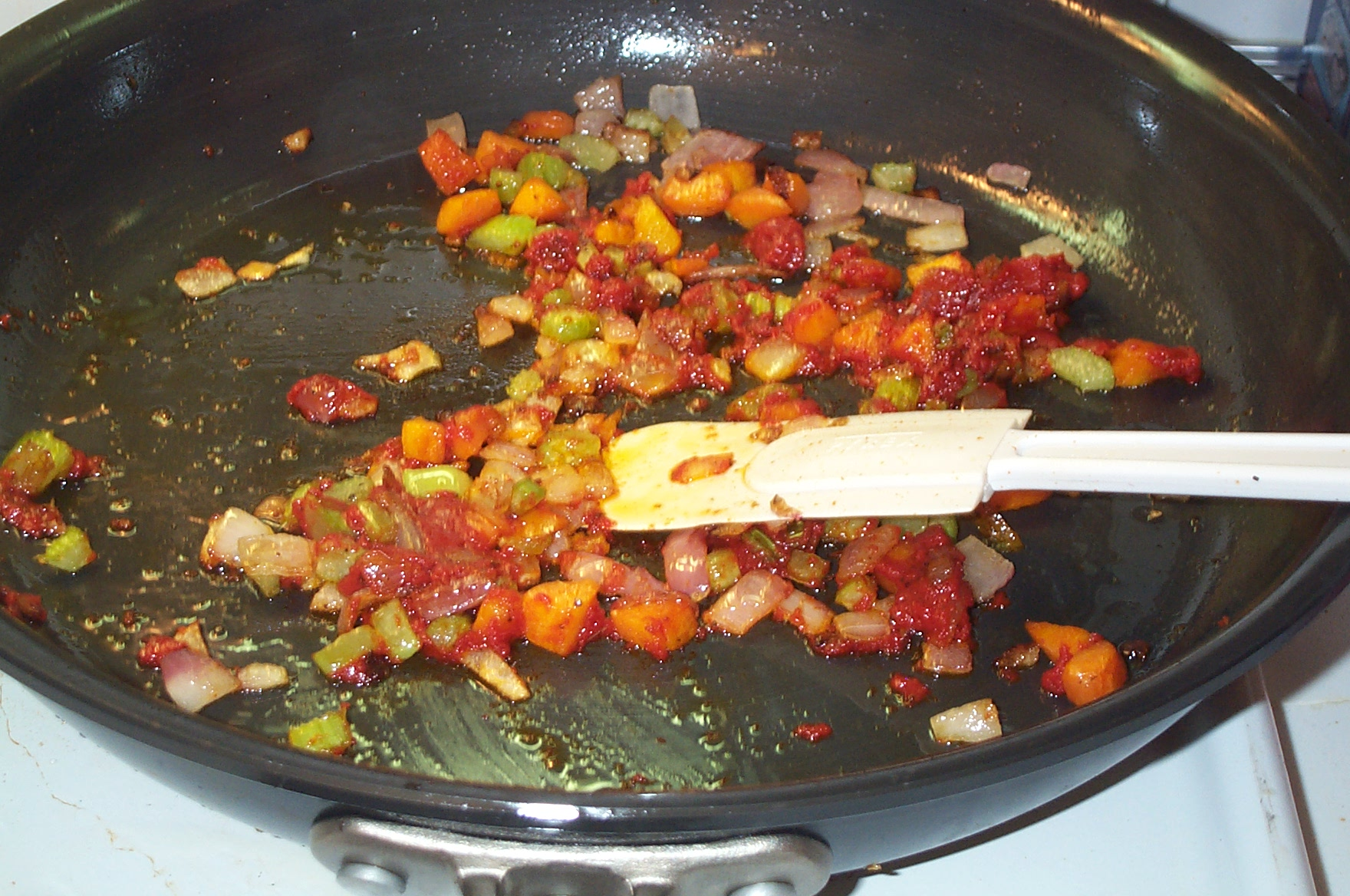
الميريبوا (الجزر والبصل والكرفس مُضاف عليهم الكراميل).

الكرملة أو التكرمل هو إحدى عمليات تحويل السكر. تستخدم تلك العملية على نطاق واسع في الطهي للحصول على سائل ذي نكهة طيبة بني اللون. ينتج اللون البني من قبل ثلاث مجموعات من البوليمرات: الكراميلان (C24H36O18) ، والكراميلين (C36H50O25) ، والكراميلاين (C125H188O80). ومع حدوث العملية، تنتج المواد الكيميائية المتطايرة مثل ثنائي الأسيتيل، مما ينتج نكهة الكراميل المميزة.
ومثلما يحدث في تفاعل ميلارد، تعتبر الكرملة نوعًا من التفاعلات غير الأنزيمية. ومع ذلك، على عكس تفاعل ميلارد، تعتبر الكرملة تفاعلًا حراريًا، على عكس كونه تفاعل مع الأحماض الأمينية.
وعندما تحتوي عملية الكرملة على السكر الثنائي السكروز، فإنه ينقسم إلى اثنين من السكريات الأحادية الفركتوز والجلوكوز.

## العملية الكيميائية
تعتبر الكرملة عملية معقدة ومفهومة بشكل سيء تنتج المئات من المنتجات الكيميائية، وتشمل الأنواع التالية من التفاعلات:
- التوازن الكيميائي للمصاوغ الكربونيلي وأشكال الحلقات
- تكسير السكروز للفركتوز والجلوكوز
- تفاعلات التكاثف
- الترابط داخل الجزيئي
- مصاوغة السكر الألدهيدي إلى السكر الكيتوني
- تفاعلات البلمهة
- ردود الفعل التجزئة
- تكوين بوليمرات غير مشبعة

## العوامل المؤثرة على العملية
تعتمد هذه العملية على درجة الحرارة. تمتلم السكريات درجة حرارة خاصة بها تبدأ فيها التفاعلات في التحرك بسهولة. تسرع الشوائب الموجودة في السكر، مثل دبس السكر المتبقي في السكر البني، كثيرا من سير العملية الكيميائية.
| السكر   | درجة الحرارة               |
| ------- | -------------------------- |
| فركتوز  | 110 °سليزيوس 230 °فهرنهايت |
| جلاكتوز | 160 °سليزيوس 320 °فهرنهايت |
| جلوكوز  | 160 °سليزيوس 320 °فهرنهايت |
| سكروز   | 160 °سليزيوس 320 °فهرنهايت |
| مالتوز  | 180 °سليزيوس 356 °فهرنهايت |

تمتلك تفاعلات الكرملة حساسية أيضًا للبيئة الكيميائية. فمن خلال التحكم في الأس الهيدروجيني، يمكن تغيير معدل التفاعل أو درجة الحرارة التي يحدث فيها التفاعل بسهولة. يكون معدل الكرملة أقل بشكل عام عند الحموضة شبه المتعادلة أي غندما يكون الأس الهيدروجيني حوالي 7، بينما تزداد سرعته عندما يقترب من الظروف الحمضية خاصةً الأس الهيدروجيني أقل من 3، والظروف القلوية خاصةً الأس الهيدروجيني فوق 9.

## استخداماته في الطعام
يستخدم الكراميل لإنتاج العديد من الأطعمة، بما في ذلك:
- شراب الكراميل
- اللبن المُكرمل
- دولسي دي ليتشه بالكراميل، وهو حليب مُحلى بالكراميل
- حلوى الكراميل
- البصل المكرمل، والتي تستخدم في أطباق مثل حساء البصل الفرنسي. يحتاج البصل إلى 30 إلى 45 دقيقة من الطبخ مع الكراميل.[4][5]
- البطاطا بالكراميل
- الكمثرى بالكراميل[6]
- كولا، والتي تستخدم بعض العلامات التجارية سكر الكراميل فيها بكميات صغيرة للون

لاحظ أن إعداد العديد من الأطعمة «بالكراميل» يتضمن أيضًا تفاعل ميلارد، وخاصةً الوصفات التي تنطوي على البروتين و / أو المكونات الغنية بالأحماض الأمينية.

## روابط خارجية
- Sugar in فهرنهايتood management